# Аткасук (Аляска)
Аткасук (англ. Atqasuk) — місто (англ. city) в США, в окрузі Норт-Слоуп штату Аляска. Населення — 276 осіб (2020).

## Географія
Аткасук розташований за координатами 70°28′51″ пн. ш. 157°19′32″ зх. д. / 70.48083° пн. ш. 157.32556° зх. д. (70.480786, -157.325459).  За даними Бюро перепису населення США в 2010 році місто мало площу 109,62 км², з яких 100,25 км² — суходіл та 9,37 км² — водойми.

## Демографія
Згідно з переписом 2010 року, у місті мешкали 233 особи в 64 домогосподарствах у складі 45 родин. Густота населення становила 2 особи/км².  Було 68 помешкань (1/км²).
Расовий склад населення:
| - 92,3 % — корінних американців - 6,9 % — білих |

До двох чи більше рас належало 0,9 %. Частка іспаномовних становила 0,0 % від усіх жителів.
За віковим діапазоном населення розподілялося таким чином: 39,1 % — особи молодші 18 років, 54,5 % — особи у віці 18—64 років, 6,4 % — особи у віці 65 років та старші. Медіана віку мешканця становила 24,3 року. На 100 осіб жіночої статі у місті припадало 137,8 чоловіків;  на 100 жінок у віці від 18 років та старших — 118,5 чоловіків також старших 18 років.
Середній дохід на одне домашнє господарство  становив 72 044 долари США (медіана — 52 500), а середній дохід на одну сім'ю — 65 595 доларів (медіана — 51 667). За межею бідності перебувало 23,3 % осіб, у тому числі 30,8 % дітей у віці до 18 років та 5,9 % осіб у віці 65 років та старших.
Цивільне працевлаштоване населення становило 54 особи. Основні галузі зайнятості: освіта, охорона здоров'я та соціальна допомога — 37,0 %, публічна адміністрація — 27,8 %, роздрібна торгівля — 13,0 %, будівництво — 11,1 %.